# 2017年哈馬攻勢
2017年哈馬攻勢是由沙姆解放組織領導的敘利亞反對派於2017年3月21日在哈馬市以北發動的攻勢。

## 戰況
2017年3月21日，沙姆解放組織出動兩名自殺炸彈客，在Suran鎮的政府軍據點引爆汽車炸彈。沙姆解放組織領導的反對派部隊隨即進攻Suran鎮及附近的Maardis村和瑪恩（Ma'an）村。反對派在3月22日攻佔Suran鎮和部分Maardis村。
3月23日，反對派推進至距離哈馬市不到5公里的地方。
3月24日，自由沙姆人伊斯蘭運動領導的反對派部隊在哈馬市的西北方發動進攻。反對派初時成功佔領3條村，最終因政府軍猛烈炮轟而被迫撤退。
3月31日，敘軍收復Khitab鎮和另外5條村。
4月3日，敘軍收復Maardis。次日又被反對派奪回。
4月7日，反對派在Maardis以南推進，遭到政府軍反擊，數十名反對派士兵陣亡。4月10日，政府軍收復Maardis。
4月16日，敘軍收復Suran。